# خوليو مولر
خوليو مولر (بالإسبانية: Julio Mueller)‏ هو لاعب البولو مكسيكي، ولد في 28 فبراير 1905 في تشيهواهوا في المكسيك، وتوفي في 28 مارس 1984.

## وصلات خارجية
- خوليو مولر على موقع أوليمبيديا (الإنجليزية)